# Epinephelus radiatus
Epinephelus radiatus és una espècie de peix de la família dels serrànids i de l'ordre dels perciformes.

## Morfologia
Els mascles poden assolir els 70 cm de longitud total.

## Distribució geogràfica
Es troba des del Mar Roig fins al Japó i Papua Nova Guinea.